# Parafia Miłosierdzia Bożego w Chłapowie
Parafia Miłosierdzia Bożego w Chłapowie – parafia rzymskokatolicka położona w Chłapowie (gmina Władysławowo). Mieści się przy ulicy Gościnnej. Wchodzi w skład 
dekanatu Morskiego w archidiecezji gdańskiej.

## Historia
Parafia została erygowana 1 czerwca 1993 z parafii Wniebowzięcia Najświętszej Maryi Panny we Władysławowie. W pierwszych latach nabożeństwa odprawiane były w tymczasowej kaplicy wybudowanej w latach 1993–1994. Obecnie sprawowane są one w kościele, którego budowa rozpoczęła się w 2003. Od 24 czerwca 1994 r. do 7 czerwca 2016 proboszczem parafii był ks. Wiesław Wett. Od 26 sierpnia 2016 proboszczem parafii jest ks. Sławomir Skoblik  będący od maja 2016 wikariuszem. 